# Darío Lezcano
Darío Lezcano Mendoza (Assunção, 30 de junho de 1990) é um futebolista paraguaio que atua como atacante. Defende atualmente o Tacuary.

## Seleção nacional
Estreou pela Seleção Paraguaia principal em 13 de outubro de 2015 contra a Argentina em partida válida pelas Eliminatórias da Copa do Mundo FIFA de 2018.